# Xian d'Eryuan
Le xian d'Eryuan (洱源县 ; pinyin : Ěryuán Xiàn) est un district administratif de la province du Yunnan en Chine. Il est placé sous la juridiction de la préfecture autonome bai de Dali.

## Démographie
La population du district était de 320 416 habitants en 1999.